# 塞莉亚·克鲁斯

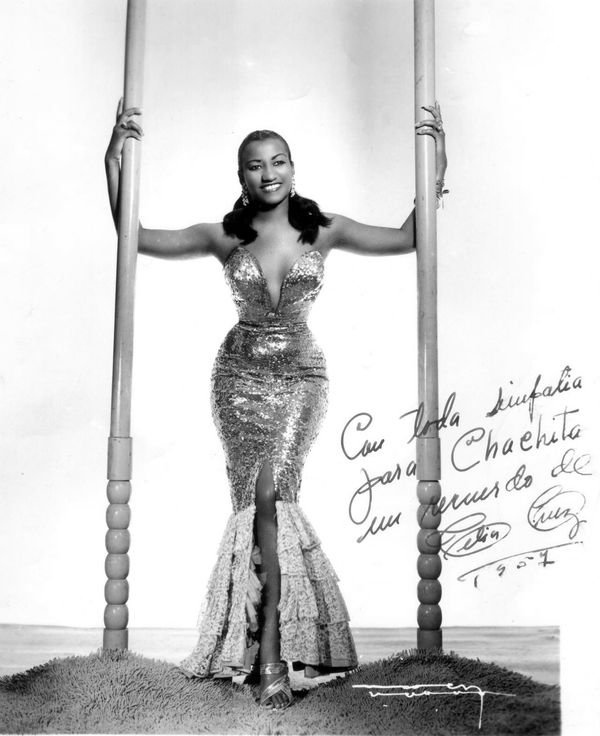
塞莉亚·克鲁斯

塞莉亚·克鲁斯（1925年10月21日 - 2003年7月16日）是一位古巴歌手。  她的唱片销量超过1000万张。 
1960年，古巴革命后，塞莉亚·克鲁斯離開古巴。  她先是前往墨西哥，然后又前往美国。 20世纪70年代，她与法尼亞唱片签约。 塞莉亚·克鲁斯拿過两项葛萊美獎和三项拉丁格莱美奖。